# Eugen Bandel
Eugen Bandel (* 1. Juni 1879 in Speyer; † 14. Januar 1948 in Bad Godesberg) war ein deutscher Bankmanager und Vorstandsmitglied der Commerzbank.

## Leben
Nach der Lehre bei der Speyrer Volksbank trat er in den Düsseldorfer Bank-Verein ein. 1906 wurde er Prokurist im Barmer Bankverein, dessen Mitinhaber er 1920 wurde. Im Zuge der durch die Regierung Brüning beschlossenen Fusion zwischen Commerzbank und dem Barmer Bankverein wurde er Vorstandsmitglied der Commerzbank. Dort war er für das Auslandsgeschäft zuständig.
Bandel war Mitglied im Mitteleuropäischen Wirtschaftstag.
Zum 1. Mai 1933 trat Bandel in die NSDAP ein (Mitgliedsnummer 2.655.571). Im Sommer 1933 war er in die Arisierung der Auergesellschaft involviert. Er lebte in Berlin-Schmargendorf.
Im September 1945 trat er in den Ruhestand.